# 羽ノ浦町明見
羽ノ浦町明見（はのうらちょうみょうけん）は、徳島県阿南市の大字。2010年10月1日現在の人口は289人、世帯数は58世帯。郵便番号は〒779-1106。

## 地理
阿南市の北部に位置。南は東流する那賀川を境に下大野町、東は羽ノ浦町岩脇、西は羽ノ浦町古毛に接する。北が狭く南に開ける扇形平地の純農村地域。

### 河川
- 那賀川

## 歴史
2006年（平成18年）3月20日に那賀郡羽ノ浦町が阿南市と合併し、阿南市羽ノ浦町明見になる。

## 施設
- 天神社

## 交通

### 道路
都道府県道
- 徳島県道276号勝浦羽ノ浦線